# One Night Stand (2007)
L’édition 2007 de One Night Stand (ou WWE One Night Stand 2007) est une manifestation de catch (lutte professionnelle) télédiffusée et visible uniquement en paiement à la séance. L'événement, produit par la World Wrestling Entertainment (WWE), a eu lieu le 3 juin 2007 à la Jacksonville Veterans Memorial Arena de Jacksonville, dans l'État de Floride. Il s'agit de la troisième et avant-dernière édition de One Night Stand. Ce pay-per-view sera remplacé, en 2009, par WWE Extreme Rules, qui est le sous-titre de cet événement. L'affiche promotionnelle est un moulage des deux visages des lutteurs Marcus Cor Von et Bobby Lashley.
Huit matchs, dont quatre mettant en jeu les titres de la fédération, ont été programmés. Chacun d'entre eux est déterminé par des storylines rédigées par les scénaristes de la WWE ; soit par des rivalités survenues avant le pay-per-view, soit par des matchs de qualification en cas de rencontre pour un championnat. L'événement a mis en vedette les catcheurs des divisions Raw et SmackDown, créées en 2002 lors de la séparation du personnel de la WWE en deux promotions distinctes ainsi que la ECW, arrivée en 2006 comme troisième promotion.
Le main event de la soirée est un Falls Count Anywhere match, match sans disqualification pour le championnat de la WWE, dans lequel un tombé peut se faire n'importe où dans la salle. John Cena, le champion en titre, remporte le match contre The Great Khali après lui avoir porté un FU depuis une grue. La rencontre pour le championnat du monde poids lourds de la WWE oppose Edge, le champion, face à Batista dans un Steel Cage Match, match où les deux adversaires s'affrontent à l'intérieur d'une cage en acier dans lequel la victoire s'obtient par tombé, soumission ou en s'échappant de la structure. Edge conserve sa ceinture de champion après être sorti de la cage en premier.
Plus tôt dans le pay-per-view, Bobby Lashley affronte le président de la WWE et détenteur du ECW World Championship, Vince McMahon, dans un Street Fight Match où tous les coups sont permis et qui voit la victoire de Lashley, redevenant champion de la ECW, malgré les interventions extérieures du fils du président Shane McMahon et Umaga. Enfin, les Hardy Boyz, Matt Hardy et Jeff Hardy, champions du monde par équipe de la WWE remettent leurs titres en jeu face à The World's Greatest Tag Team, formé par Shelton Benjamin et Charlie Haas, dans un Ladder match où le but est d'aller décrocher les ceintures, suspendues dans le vide, à l'aide d'échelle pour gagner le match. Cette rencontre s'achève par la victoire des frères Hardy qui conservent leurs biens.
7 000 personnes ont réservé leur place pour assister au spectacle, tandis que 188 000 personnes ont suivi la rencontre par paiement à la séance. C'est le plus mauvais résultat de l'année 2007, pour la fédération, au niveau du nombre d'acheteurs en paiement à la séance pour une manifestation de cette envergure.

## Contexte
Les spectacles de la World Wrestling Entertainment en paiement à la séance sont constitués de matchs aux résultats prédéterminés par les scénaristes de la WWE. Ces rencontres sont justifiées par des storylines — une rivalité avec un catcheur, la plupart du temps — ou par des qualifications survenues dans les émissions de la WWE telles que Raw, SmackDown et Superstars. Tous les catcheurs possèdent un gimmick, c'est-à-dire qu'ils incarnent un personnage gentil ou méchant, qui évolue au fil des rencontres. Un pay-per-view comme One Night Stand est donc un événement tournant pour les différentes storylines en cours.

## Matchs
- Dark match: Santino Marella bat. Chris Masters (4:13)
  - Marella a battu Masters avec un petit paquet.
- Rob Van Dam bat. Randy Orton dans un Stretcher match (14:31)
  - RVD a poussé Orton sur la civière pour l'emporter.
  - Après le match, Orton a sauvagement attaqué RVD.
- CM Punk et The ECW Originals (Tommy Dreamer et The Sandman) battent. The New Breed (Elijah Burke, Matt Striker et Marcus Cor Von) dans un Tables match (7:18)
  - Punk a effectué une Superplex sur Striker et Burke à travers une table.
- The Hardys (Matt et Jeff) (c) battent. The World's Greatest Tag Team (Shelton Benjamin et Charlie Haas) dans un Ladder match pour conserver le World Tag Team Championship (17:17)
  - Matt a attrapé les ceintures pour l'emporter.
- Mark Henry bat. Kane dans un Lumberjack match (9:07)
  - L'arbitre a arrêté le match quand Henry portait Kane dans un Bear Hug.
  - Pendant le match, Guerrero et Dykstra ont interféré en faveur d'Henry après que Kane ait exécuté un chokeslam à Mark Henry.
  - Les bûcherons: Chris Benoit, Val Venis, Santino Marella, Balls Mahoney, Stevie Richards, The Miz, Kevin Thorn, Chris Masters, Johnny Nitro, Chavo Guerrero, Kenny Dykstra, Carlito
  - Ce fut le dernier Pay Per View de Chris Benoit avant sa mort le 25 juin 2007.
- Bobby Lashley bat. Vince McMahon (c) (w/Shane McMahon et Umaga) dans un Street Fight pour remporter le ECW World Heavyweight Championship (12:23)
  - Lashley a effectué le tombé sur Vince après un Spear.
  - Pendant le match, Shane et Umaga ont interféré en faveur de Vince.
- Candice Michelle bat. Melina dans un Pudding match (2:55)
  - Michelle a fait abandonner Melina en maintenant sa tête sous le pudding.
  - Après le match, Maria avait une interview avec Candice, mais Melina l'a poussée dans la boue, de même qu'un arbitre.
- Edge(c) bat. Batista dans un Steel cage match pour conserver le World Heavyweight Championship (15:39)
  - Edge s'est échappé de la cage pour l'emporter.
- John Cena(c) bat. The Great Khali dans un Falls Count Anywhere match pour conserver le WWE Championship (10:30)
  - Cena a effectué le tombé sur Khali après un FU en dehors du ring sur le sol.